# جولييان نظر موراليس
جولييان نظر موراليس (بالإسبانية: Julián Nazar Morales)‏ هو سياسي مكسيكي، ولد في 26 أبريل 1955 في المكسيك. حزبياً، نشط في الحزب الثوري المؤسساتي. وقد انتخب عضو مجلس النواب المكسيك.